# Frederick Alderdice
Frederick Charles Munro Alderdice (* 10. November 1872 in Belfast; † 26. Februar 1936 in St. John’s, Neufundland) war ein neufundländischer Unternehmer und Politiker sowie zweimaliger Ministerpräsident des Dominion Neufundland.

## Leben
Alderdice wurde am 10. November 1872 im Belfaster Stadtteil Stranmillis als Sohn von William Alderdice und Rachael Kathleen Monroe geboren. Er besuchte das Methodist College in Belfast. In seiner Jugend erlitt er eine Verletzung beim Rugby, die zu einer Blutvergiftung führte, welche im Laufe der Jahre den Verlust beider Füße und einem Teil eines Beines nach sich zog. Alderdice begab sich 1886 nach St. John’s in Neufundland, um für seinen Onkel Moses Monroe in der Colonial Cordage Company zu arbeiten, einem Unternehmen, das Netze und Seile für die neufundländische Fischerei herstellte. Nach einer Tätigkeit in der Buchhaltung stieg er 1904 ins Management auf und leitete ab 1922, nach dem Tod seines Onkels Harvey Monroe, die Firma bis zu seinem Tod.
Sein Cousin Ministerpräsident Walter Stanley Monroe berief ihn in 1924 in den Legislative Council, das Oberhaus Neufundlands. Nach dem Rücktritt von Ministerpräsident Monroe wurde Alderdice am 16. August 1928 dessen Nachfolger. Bei den Parlamentswahlen vom Oktober 1928 erlitt Alderdice’s Conservative Party eine Niederlage, sie erhielt nur 12 von 40 Sitzen. Alderdice gewann seinen Wahlkreis St John‘s City East. Neuer Ministerpräsident wurde Richard Squires von der Liberal Party. Alderdice formte aus den Liberal-Konservativen und Überläufern der Liberalen die neue United Newfoundland Party und wurde Oppositionsführer im neufundländischen Unterhaus, dem House of Assembly. Neufundland litt seit dem Ende des Ersten Weltkriegs unter einen hohen Verschuldung, die durch die Great Depression noch verschlimmert wurde. 1931 konnte der Staatsbankrott nur durch einen von harten Auflagen begleiteten Kredit kanadischer Banken abgewehrt werden. Eine weitere Verschärfung der Finanzkrise führte zu einem Anstieg der Arbeitslosigkeit und weiteren Ausgabenkürzungen. Nach Korruptionsvorwürfen gegen die Regierung und den Ministerpräsidenten kam es am 5. April zu Unruhen in St. John’s, die in der Erstürmung des Regierungs- und Parlamentsgebäudes gipfelten. Der dem Mob nur knapp entkommene Ministerpräsident Squires setzte Neuwahlen für den 11. Juni 1932 an.
Die United Newfoundland Party gewann 24 von 27 Sitzen. Alderdice gewann den Wahlkreis St. John’s City West und wurde Ministerpräsident. Zusätzlich übernahm er auch das Finanzministerium. Trotz starker Kürzung der Staatsausgaben konnten nach Alderdice’s Auffassung die Staatsschulden nicht mehr bedient werden. Der Antrag, die Zinszahlungen auszusetzen, wurde jedoch von der britischen Regierung abgelehnt, die weitere Kredite durch ein anglo-britisches Konsortium vermittelte und die Einsetzung einer Kommission unter Leitung von Lord Amulree erzwang. Auf den Druck des Dominion Office hin empfahl die Kommission eine von der britischen Regierung garantierte Umschuldung zu niedrigeren Zinssätzen und die Auflösung der selbständigen neufundländischen Regierung. Das neufundländische Parlament stimmte im November 1933 der Suspendierung der Verfassung zu und am 16. Februar 1934 übernahm eine britische Regierungskommission die Verwaltung von Neufundland Alderdice wurde stellvertretender Vorsitzender der Kommission und war für innere Angelegenheiten und Erziehung zuständig. Er gehörte der Kommission bis zu seinem Tod an.
Alderdice heiratete am 25. Oktober 1900 Harriett Carter. Sie hatten 2 Söhne und 2 Töchter. Alderdice starb am 26. Februar 1936 an den Folgen einer Hirnblutung.